# Айтал

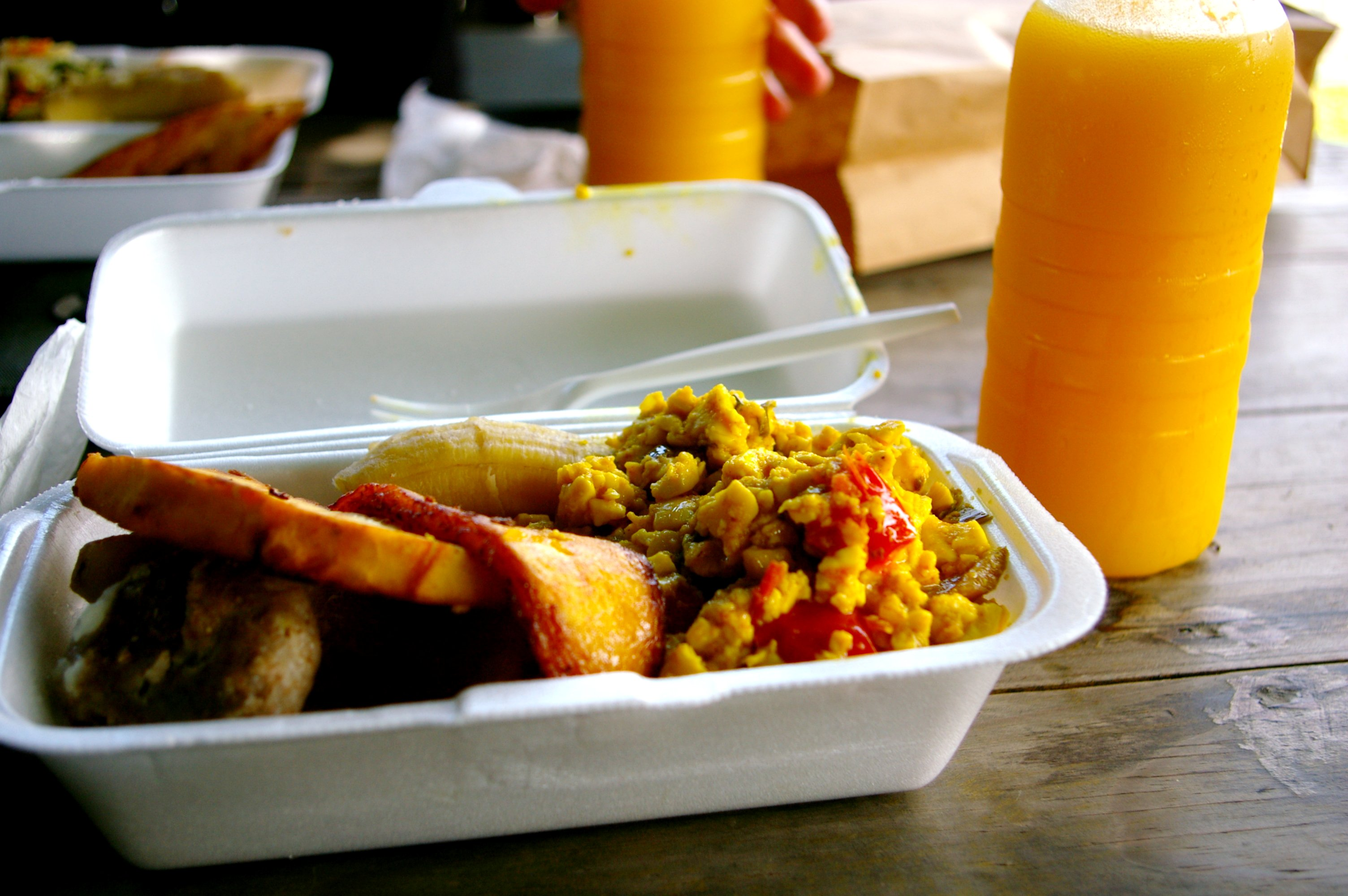
Завтрак по системе питания Айтал

Айтал (англ. ital) — система питания, которая одобрена движением Растафари. Слово пришло из английского (vital — полный жизни) с изменением первого слога на I.
Растафари видят в их питании способ быть наедине с природой, а также как лекарство для организма. Одним из аспектов питания Ital является, то, что тело — это храм, и не допустимо потребление нечистой пищи. Также каждый растаман должен заботиться о своём теле, потому что это создание Джа.
У раста не существует единого догмата веры растафари. В связи с этим особое внимание уделено отдельным личным размышлениям в растафарианстве, и содержание Ital широко варьируется.

## Основные принципы в питании Ital
Ital питание означает естественную, натуральную и чистую пищу, рождённую в земле. Ингредиенты должны быть наиболее естественными.

### Растафари не употребляют в пищу
- соли (в то время как морскую или кошерную соль некоторые употребляют);
- химических ингредиентов — ароматизаторов, консервантов;
- масел;
- мяса, либо, в соответствии с такими религиями, как иудаизм, ислам и эфиопское христианство, раста запрещается есть свинину. Их диетические законы похожи на законы, которым следуют евреи в книге Левит. Большинство раста отказываются от потребления любого красного мяса, некоторые являются строгими вегетарианцами, то есть никакой крови;
- рыб без чешуи, ракообразных, моллюсков (поскольку, как и свиньи, они питаются отбросами и мертвечиной);

#### Многие растаманы также не употребляют
1. Алкоголь (благодаря своим корням на Ямайке и пагубным последствиям алкоголя, оказываемым на ямайское общество, многие растафари не одобряют употребление алкоголя);
2. Сигареты (многие раста не одобряют курение сигарет из-за серьёзных проблем со здоровьем, связанных с их потреблением);
3. Кофе (некоторые раста избегают кофе и других напитков с кофеином, хотя это реже);
4. Лекарства (разрешены только природные лекарства и психоактивные растения. Даже процесс экстракции может рассматриваться как разрушение естественной природной целостности)
5. Некоторые раста не верят современной медицине (хотя многие урбанизированные раста позволяют себе такую практику)

В строгом понимании, еда, произведённая с использованием таких химикатов как пестициды и удобрения, не соответствует Ital.
Наиболее строгие интерпретации также запрещают консервированные и высушенные продукты.

## Приготовление пищи
На Ямайке приготовление айтал-пищи чаще всего вдохновляется от индийской и африканской кулинарии. Но много рецептов может быть «айтализированы» («Italized»), если будут приготовлены только с овощами и из натуральных ингредиентов.
Некоторые растафари никогда не готовят в алюминиевой кастрюле, и стараются вообще не пользоваться металлической кухонной утварью чтобы не оставить следы металла в пище, которые могут попасть в тело. В этом случае используются только глиняные ёмкости, посуда и столовые приборы. Приготовление пищи в глиняном горшке очень популярно среди растафари.